# Найменший спільний предок
Найменший спільний предок вершин {\displaystyle u} та {\displaystyle v} в кореневому дереві {\displaystyle T} — найвіддаленіша від кореня дерева вершина, яка лежить на обидвох шляхах від {\displaystyle u} та {\displaystyle v} до кореня дерева, тобто є предком обидвох вершин.

## Алгоритми
- Алгоритм двійкового підйому. (Описано нижче в даній статті).
- Офлайновий алгоритм Тарджана
- Алгоритм Бендера — Фараха-Колтона[1].

## Опис алгоритму методу двійкового підйому
Метод двійкового підйому — онлайн алгоритм вирішення задачі пошуку найменшого спільного предка. Він не використовує діапазон мінімального запиту і заснований на методі динамічного програмування.
Як і більшість online алгоритмів, цей метод спочатку робить підрахунок offline, а потім це використовує для відповіді на запити.

### Підрахунокoffline
Підрахунок offline полягає в тому, щоб порахувати функцію: {\displaystyle dp[v][i]} — вершина, у яку ми прийдемо, пройшовши уверх {\displaystyle 2^{i}}ребер з вершини {\displaystyle v}, при чому, якщо ми прийшли в корінь дерева, то там і залишаємося. Для цього спочатку запустимо обхід в глибину з кореня і для кожної вершини запишемо номер її батька {\displaystyle p[v]} та глибину вершини в підвішеному дереві {\displaystyle d[v]}. Якщо корінь — {\displaystyle v}, то {\displaystyle p[v]=v}, тоді для функції {\displaystyle dp} є рекурентна формула :
{\displaystyle dp[v][i]={\begin{cases}p[v],&i=0,\\dp[dp[v][i-1]][i-1],&i>0.\end{cases}}}
Для того, щоб відповідати на запити, нам потрібні тільки ті значення {\displaystyle dp[v][i]}, для яких {\displaystyle i\leqslant \log _{2}n}, бо для великих значень {\displaystyle i\ \ dp[v][i]} дорівнюватиме значенню кореня.
Всього станів динаміки {\displaystyle O(n\log n)}, де {\displaystyle n} кількість вершин у дереві. Кожний стан рахується за {\displaystyle O(1)}, тому загальна складність {\displaystyle O(n\log n)}.

### Відповіді на запити
Відповідати на запити будемо за час {\displaystyle O(\log n)}. Спочатку помітимо, якщо вершина {\displaystyle c=LCA(u,v)} для деяких {\displaystyle u} та {\displaystyle v} то {\displaystyle d[c]\leq \min(d[u],d[v])}. Тому, якщо {\displaystyle d[u]>d[v]}, то пройдемо від вершини {\displaystyle u} на {\displaystyle (d[u]-d[v])} кроків уверх, це і буде нове значення {\displaystyle u}, яке ми можемо порахувати за {\displaystyle O(\log n)}. Число {\displaystyle (d[u]-d[v])} ми можемо записати у двійковій системі числення як :
{\displaystyle 2^{i_{1}}+2^{i_{2}}+...2^{i_{l}}} і для всіх {\displaystyle i_{j}} пройти вверх послідовно із вершини {\displaystyle u} у вершину {\displaystyle dp[u][i_{j}]}.
Далі вважаємо, що {\displaystyle d[v]=d[u]}.
Якщо {\displaystyle v=u}, то відповідь на запит {\displaystyle v}.
Інакше, якщо {\displaystyle v\neq u}, то знайдемо такі вершини {\displaystyle x} та {\displaystyle y}, що {\displaystyle x\neq y} та {\displaystyle p[x]=p[y]}. Тоді відповіддю на запит буде {\displaystyle p[x]}.
Щоб знайти вершини {\displaystyle x} та {\displaystyle y}, спочатку ініціалізуємо {\displaystyle x=v} та {\displaystyle y=u}, та знаходитимемо таке максимальне {\displaystyle k}, що {\displaystyle dp[x][k]\neq dp[y][k]}. Тоді піднімемося вгору на {\displaystyle 2^{k}} кроків угору з обидвох вершин, та повторимо цю процедуру. Якщо такого {\displaystyle k} знайти не можна, то знайдені вершини і є тими, які нам потрібно знайти, бо {\displaystyle p[x]=dp[x][0]=dp[y][0]=p[y]}.
Оцінимо час роботи алгоритму.
Помітимо, що знайдені {\displaystyle k} строго спадають, оскільки, по-перше, щоразу ми знаходимо максимальне значення {\displaystyle k}, а по-друге, два рази поспіль одне й те саме значення {\displaystyle k} отримати не можемо, бо {\displaystyle 2^{k}+2^{k}=2^{k+1}} і ми тоді б взяли {\displaystyle k+1}, тому можна перебирати всього {\displaystyle O(\log n)} значень {\displaystyle k} в порядку спадання. Отже, складність відповіді {\displaystyle O(\log n)}.

### Псевдокод
```
  
function
 
preprocess
()
:

     
int
[]
 
p
 
=
 
dfs
(
0
)

     
for
 
i
 
=
 
1
 
to
 
n

        
dp
[
i
][
0
]
 
=
 
p
[
i
]

     
for
 
j
 
=
 
1
 
to
 
log
(
n
)

        
for
 
i
 
=
 
1
 
to
 
n

           
dp
[
i
][
j
]
 
=
 
dp
[
dp
[
i
][
j
 
-
 
1
]][
j
 
-
 
1
]

  

  
int
 
lca
(
int
 
v
,
 
int
 
u
)
:

     
if
 
d
[
v
]
 
>
 
d
[
u
]

        
swap
(
v
,
 
u
)

     
for
 
i
 
=
 
log
(
n
)
 
downto
 
0

        
if
 
d
[
u
]
 
-
 
d
[
v
]
 

           
u
 
=
 
dp
[
u
][
i
]

     
if
 
v
 
==
 
u

        
return
 
v

     
for
 
i
 
=
 
log
(
n
)
 
downto
 
0

        
if
 
dp
[
v
][
i
]
 
!
=
 
dp
[
u
][
i
]

           
v
 
=
 
dp
[
v
][
i
]

           
u
 
=
 
dp
[
u
][
i
]

     
return
 
p
[
v
]

```